# كأس الإنتركونتيننتال 1991
كأس الإنتركونتيننتال 1991 جمعت نسخة عام 1991 في بطولة كأس الإنتركونتيننتال بطل دوري أبطال أوروبا لموسم 1990-91 نادي النجم الأحمر الصربي مع بطل كأس ليبرتادوريس سنة 1991 كولو-كولو التشيلي على الملعب الأولمبي الوطني في العاصمة اليابانية طوكيو ، وحقق النجم الأحمر البطولة بعد الفوز بنتيجة 3-0 .

## التفاصيل
| النجم الأحمر                                            | 3–0 | كولو-كولو          |
| ------------------------------------------------------- | --- | ------------------ |
| يوغوفيتش 19 ،58' · بانكيف 72' · المدرب · فلاديكا بوبيتش |     | المدرب ميركو جوزيك |